# De minimis non curat praetor
De minimis non curat praetor (lat., česky maličkostmi se soudce nezabývá) je právnická fráze, která vyjadřuje zásadu, že věci bagatelního významu nemají být projednávány před soudem. V trestním právu je jejím projevem koncepce trestní odpovědnosti, která je založena na společenské škodlivosti – případy minimálně společensky škodlivé jsou projednávány jen jako přestupky.